# Черемшанка (Беловский район)
Черемшанка (также Межеловский) — упразднённый посёлок в Беловском районе Кемеровской области России. На момент упразднения входил в состав Евтинского сельского поселения. Исключён из учётных данных в 1988 году.

## География
Посёлок располагался на левом берегу реки Еловка (приток реки Иня), на расстоянии примерно 5,5 км. (по прямой) к юго-востоку от села Евтино. В настоящее время на месте посёлка расположены промышленные объекты разреза Виноградовский.

## История
Решением Кемеровского ОИК № 150 от 3 мая 1988 г. посёлок Черемшанка исключён из учётных данных.